# IntelliJ IDEA
IntelliJ IDEA es un entorno de desarrollo integrado (IDE) para el desarrollo de programas informáticos. Es desarrollado por JetBrains (anteriormente conocido como IntelliJ), y está disponible en dos ediciones: edición para la comunidad y edición comercial.

## Historia
La primera versión de IntelliJ la IDEA fue publicada en enero de 2001, y en aquel momento fue uno de los primeros IDE Java disponibles con navegación avanzada de código y capacidades de refactorización de código integrado.
En un informe de Infoworld en 2010, IntelliJ recibió la puntuación más alta entre las cuatro mejores herramientas de programación de Java: Eclipse, IntelliJ IDEA, NetBeans y Oracle JDeveloper.
En diciembre de 2014, Google anunció la versión 1.0 de Android Studio, un IDE de código abierto para aplicaciones de Android basado en el código abierto de la edición comunitaria de IntelliJ IDEA. Otros entornos de desarrollo se basaron en IntelliJ incluidos AppCode, PhpStorm, PyCharm, RubyMine, WebStorm, y MPS.

## Requisitos de sistema[7]
|                              | Windows                                                                                     | macOS                                                                                       | Linux                                                                                       |
| ---------------------------- | ------------------------------------------------------------------------------------------- | ------------------------------------------------------------------------------------------- | ------------------------------------------------------------------------------------------- |
| Versión de Sistema Operativo | Microsoft Windows 10/8/7/Vista/2003/XP (incl.64-bit)                                        | macOS 10.5 o superior                                                                       | GNOME o KDE desktop                                                                         |
| RAM                          | 1 GB RAM mínimo, 4 GB RAM o más recomendado para desarrollo Android, o producción comercial | 1 GB RAM mínimo, 4 GB RAM o más recomendado para desarrollo Android, o producción comercial | 1 GB RAM mínimo, 4 GB RAM o más recomendado para desarrollo Android, o producción comercial |
| Almacenamiento               | 300 MB de espacio en disco + 1 GB para caché                                                | 300 MB de espacio en disco + 1 GB para caché                                                | 300 MB de espacio en disco + 1 GB para caché                                                |
| JDK Versión                  | JDK 1.8 desde 2016.1                                                                        | JDK 1.8 desde 2016.1                                                                        | JDK 1.8 desde 2016.1                                                                        |
| Resolución de Pantalla       | 1024×768 resolución mínima de pantalla                                                      | 1024×768 resolución mínima de pantalla                                                      | 1024×768 resolución mínima de pantalla                                                      |

## Características
La versión 12.1 incluye soporte para Java 8, diseñador UI para desarrollo de Android, Play 2.0 y Scala.

### Lenguajes soportados
IntelliJ IDEA tiene dos ediciones: 
| Languages               | IntelliJ IDEA Community Edition | IntelliJ IDEA Ultimate Edition |
| ----------------------- | ------------------------------- | ------------------------------ |
| Java                    | Sí                              | Sí                             |
| Clojure (vía plugin)    | Sí                              | Sí                             |
| Rust (vía plugin)       | Sí                              | Sí                             |
| Dart (vía plugin)       | Sí                              | Sí                             |
| Erlang (vía plugin)     | Sí                              | Sí                             |
| Go (vía plugin)         | Sí                              | Sí                             |
| Groovy                  | Sí                              | Sí                             |
| Haxe (vía plugin)       | Sí                              | Sí                             |
| Perl (vía plugin)       | Sí                              | Sí                             |
| Scala (vía plugin)      | Sí                              | Sí                             |
| XML/XSL                 | Sí                              | Sí                             |
| Kotlin                  | Sí                              | Sí                             |
| ActionScript/MXML       | No                              | Sí                             |
| CoffeeScript            | No                              | Sí                             |
| Haskell (vía plugin)    | Sí                              | Sí                             |
| HTML/XHTML/CSS          | No                              | Sí                             |
| JavaScript              | No                              | Sí                             |
| Lua (vía plugin)        | Sí                              | Sí                             |
| PHP (vía plugin)        | No                              | Sí                             |
| Python (vía plugin)     | Sí                              | Sí                             |
| Ruby/JRuby              | No                              | Sí                             |
| SQL                     | No                              | Sí                             |
| TypeScript (via plugin) | No                              | Sí                             |

### Tecnologías y frameworks
- Ajax
- Android
- Django
- EJB
- FreeMarker
- Google App Engine
- Google Web Toolkit
- Grail
- Hibernate/JPA
- Java ME MIDP/CLDC
- JBoss Seam
- JSF
- JSP
- OSGi
- Play
- Ruby on Rails
- Spring
- Struts 2
- Struts
- Tapestry
- Velocity
- Web services

La edición Ultimate también es compatible con los servidores de aplicación Geronimo, GlassFish, JBoss, Jetty, Tomcat, Weblogic, y WebSphere.

### Versión de Software y control de revisiones
Las dos ediciones difieren en su soporte para versión de software y sistemas de control de revisiones.
|                        | IntelliJ IDEA Community Edition | IntelliJ IDEA Ultimate Edition |
| ---------------------- | ------------------------------- | ------------------------------ |
| CVS                    | Sí                              | Sí                             |
| Git                    | Sí                              | Sí                             |
| GitHub                 | Sí                              | Sí                             |
| Mercurial              | Sí                              | Sí                             |
| Subversion             | Sí                              | Sí                             |
| Team Foundation Server | No                              | Sí                             |
| ClearCase              | No                              | Sí                             |
| Perforce               | No                              | Sí                             |
| Visual SourceSafe      | No                              | Sí                             |

También existen plugins Libres (gratuitos) para Atlassian IntelliJ Connector integrating JIRA, Bamboo, Crucible y FishEye.